# Akademika Barabasjova
Akademika Barabasjova (Oekraïens: Академіка Барабашова, ⓘ; Russisch: Академика Барабашова) is een station van de metro van Charkov. Het station werd geopend op 10 augustus 1984 en was tot oktober 1986 het noordoostelijke eindpunt van de Saltivska-lijn. Het metrostation bevindt zich in het oosten van Charkov, onder de kruising van de Voelytsja Akademika Pavlova (Academielid Pavlovstraat) en de Prospekt 50-ritsja VLKSM (Laan van het 50-jarig bestaan van de Komsomol). Zijn naam ("Academielid Barabasjov") dankt het station aan de nabijgelegen gelijknamige markt. Tot 2003 heette het station kortweg Barabasjova.
Het station is ondiep gelegen en beschikt over een perronhal met Y-vormige witmarmeren steunpilaren. Vanwege hun vorm hebben de zuilen een grotere draagkracht en kunnen ze verder uit elkaar staan (9 meter) dan in andere stations (6 meter). De wanden langs de sporen zijn bekleed met lichtblauwe geëmailleerde tegels, onderbroken door witmarmeren vlakken waarop de stationsnaam is geschreven. De vloer is afgewerkt met grijs en zwart graniet. Het thema van de inrichting van het station is de astronomie, een verwijzing naar de naamgever van het station, de astronoom Nikolaj Barabasjov. In ovale openingen in het plafond zijn lampen met de vorm van planeten opgehangen. In de met grijs marmer beklede stationshal zijn ramen van gebrandschilderd glas aangebracht die het heelal en de bestudering ervan uitbeelden.
Ten westen van station Akademika Barabasjova bevindt zich het depot Saltivske (№ 2).

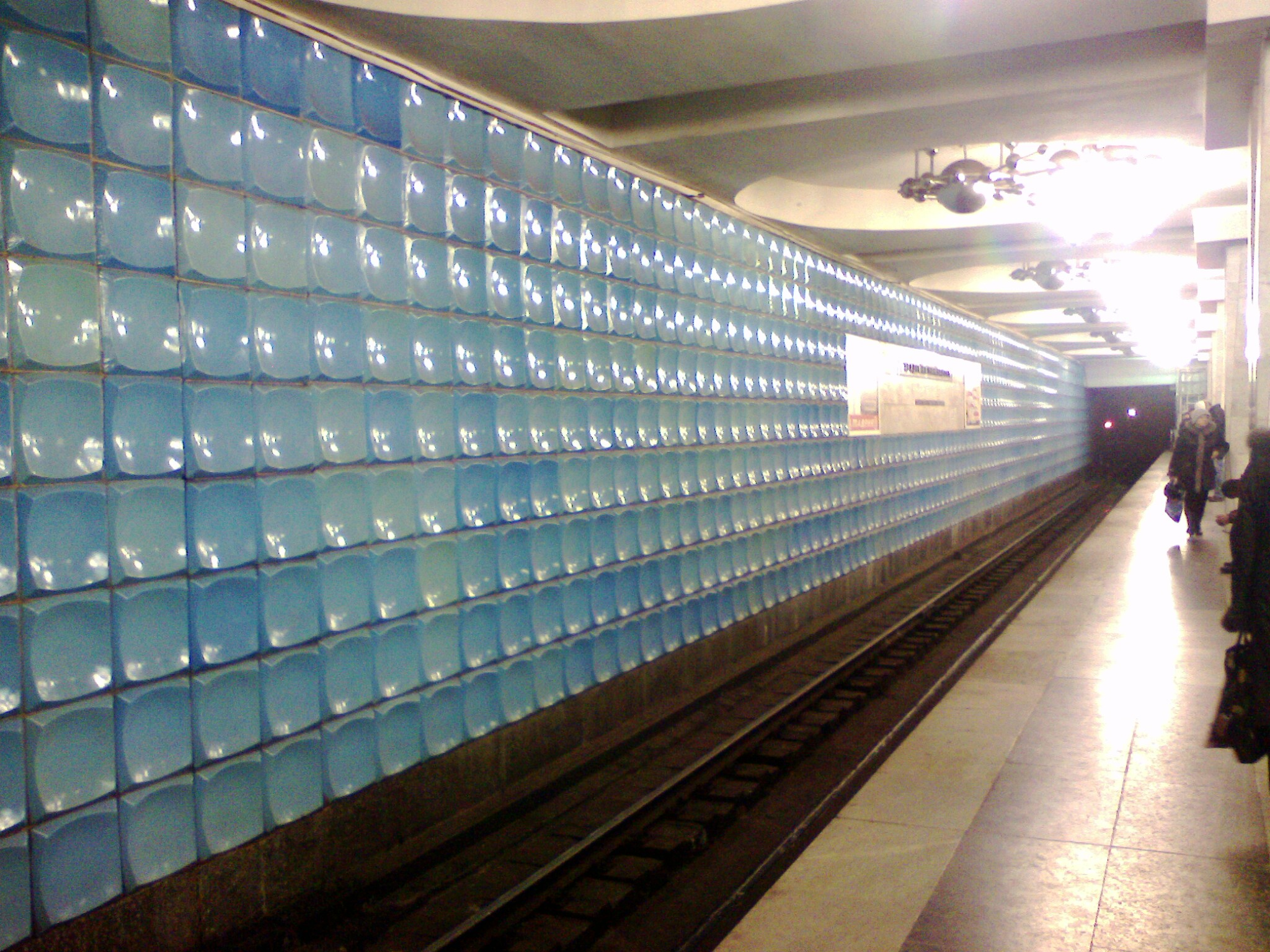
Perron en wanddecoratie